# Milan Nejedlý
Milan Nejedlý (27. prosince 1925, Třebíč – 6. dubna 1985, Praha) byl český scénograf.

## Biografie
Milan Nejedlý se narodil v roce 1925 v Třebíči. V roce 1945 nastoupil na Speciální školu vnitřní architektury, tu dokončil v roce 1949 a v roce 1950 nastoupil do Československého státního filmu. Pracoval jako trikový architekt, asistent architekta, trikař, výtvarník dekorací a také jako filmový architekt. Na počátku 50. let pracoval primárně jako autor trikových snímků, od druhé poloviny 50. let pracoval také jako filmový architekt. Pracoval také ve Studiu FAMU, kde se věnoval např. filmu Hlídač dynamitu. Byl scénografem filmu Adéla ještě nevečeřela, za což získal ocenění. Věnoval se také tvorbě výstav, kdy například vytvářel expozici Od Mélièse ke Karlu Zemanovi pro Národní technické muzeum. Věnoval se i scénografii divadla Laterna magika a Divadla Jiřího Wolkera.
Působil také ve filmových produkcích v Bulharsku nebo bývalé Jugoslávii.

## Filmografie

### Scénář
- 1967, Já, spravedlnost

- 1964, ... a pátý jezdec Strach

- 1963, Pršelo jim štěstí

### Kamera
- 1961, Zasloužilá umělkyně Terezie Brzková

### Filmový architekt
- 1984, Rumburak

- 1983, Létající Čestmír

- 1983, Tři veteráni

- 1982, Propast

- 1982, Srdečný pozdrav ze zeměkoule

- 1982, Třetí princ

- 1981, Řetěz

- 1980, Dívka s mušlí

- 1980, Arabela

- 1980, Něco je ve vzduchu

- 1979, Modrá planeta

- 1979, Partyzánská letka

- 1979, Smrt stopařek

- 1978, Tajemství Ocelového města

- 1977, Adéla ještě nevečeřela

- 1977, Hněv

- 1977, O moravské zemi

- 1977, Tichý Američan v Praze

- 1976, Náš dědek Josef

- 1976, Noc klavíristy

- 1975, Dvojí svět hotelu Pacifik

- 1975, Pomerančový kluk

- 1975, Profesoři za školou

- 1975, Ten kůň musí pryč

- 1974, Dvacátý devátý

- 1974, Kvočny a Král

- 1973, Horolezci

- 1973, Jezdec formule risk

- 1973, Tajemství zlatého Buddhy

- 1973, Zločin v Modré hvězdě

- 1972, Bitva o Hedviku

- 1972, My ztracený holky

- 1971, Hodina modrých slonů

- 1971, Princ Bajaja

- 1971, Touha Sherlocka Holmese

- 1970, Hlídač

- 1970, Jsem nebe

- 1969, Mlčení mužů

- 1969, Případ pro začínajícího kata

- 1968, Dialóg 20-40-60

- 1967, Dům ztracených duší

- 1967, Já, spravedlnost

- 1966, Dědeček, Kyliján a já

- 1966, Smrt za oponou

- 1966, Tempo první lásky

- 1966, Transit Carlsbad

- 1965, Souhvězdí Panny

- 1965, Škola hříšníků

- 1964, ... a pátý jezdec Strach

- 1964, Povídky o dětech

- 1964, Případ Daniela

- 1964, Skok do tmy

- 1964, Třiatřicet stříbrných křepelek

- 1963, Bylo nás deset

- 1963, Hlídač dynamitu, Nenávist

- 1963, Pršelo jim štěstí

- 1963, Smutný půvab

- 1962, Medailonograf Františka Filipovského

- 1962, Objev na Střapaté hůrce

- 1962, Večer

- 1962, Život bez kytary

- 1961, Námluvy

- 1961, Tažní ptáci

- 1961, Zasloužilý umělec Eman Fiala

- 1960, Bílá spona

- 1960, Nenávist

- 1960, Páté oddělení

- 1960, Stopy

- 1959, Dařbuján a Pandrhola

- 1959, Dům na Ořechovce

- 1958, Zatoulané dělo

- 1956, Hrátky s čertem

- 1955, Pozdrav veliké země

### Výtvarné řešení
- 1980, Něco je ve vzduchu

- 1969, Já, truchlivý bůh

- 1967, Pinocchiova dobrodružství

- 1963, Jaroslav Hašek

- 1962, Slzy, které svět nevidí

### Triky
- 1986, Chobotnice z II. patra

- 1986, Veselé Vánoce přejí chobotnice

- 1985, Sen noci...

- 1984, Až do konce

- 1984, Rumburak

- 1983, Létající Čestmír

- 1983, Návštěvníci

- 1983, Pohádka o putování

- 1983, Putování Jana Amose

- 1981, Monstrum z galaxie Arkana

- 1980, Temné slunce

- 1977, Zítra vstanu a opařím se čajem

- 1976, Malá mořská víla

- 1976, Odysseus a hvězdy

- 1963, Ikarie XB 1

- 1962, Klaun Ferdinand a raketa

- 1961, Muž z prvního století

- 1960, Smyk

- 1956, Hrátky s čertem

- 1956, Proti všem

- 1955, Jan Žižka

- 1954, Jan Hus

## Ocenění
- 1979, 9. mezinárodní filmový festival FEST '79, Bělehrad, Diplom Sdružení srbských filmových a televizních pracovníků za výtvarnou stránku filmu Adéla ještě nevečeřela